# Borbotana leucographa
Borbotana leucographa là một loài bướm đêm trong họ Noctuidae.